# Oxychilus lathyri
Oxychilus lathyri is een slakkensoort uit de familie van de Oxychilidae. De wetenschappelijke naam van de soort is voor het eerst geldig gepubliceerd in 1869 door J. Mabille.